# Максютино (Псковская область)
Максютино — деревня в Себежском районе Псковской области России. Входит в состав городского поселения Идрица.

## География
Находится на юго-западе региона, в северо-восточной части района, в 5 км к северо-западу от посёлка Идрица.

## История
До 1995 года деревня входила в Максютинский сельсовет. Постановлением Псковского областного Собрания депутатов от 26 января 1995 года все сельсоветы в Псковской области были переименованы в волости и деревня стала частью Максютинской волости.
С января 1995 до апреля 2015 года деревня входила в состав ныне упразднённой Максютинской волости.
В 2015 году Максютинская волость была влита в состав городского поселения Идрица.

## Население
| 2001 | 2002 | 2010 |
| ---- | ---- | ---- |
| 111  | ↘83  | ↘64  |

Согласно результатам переписи 2002 года, в национальной структуре населения русские составляли 83 % от общей численности в 96 чел..

## Инфраструктура
Личное подсобное хозяйство

## Транспорт
Автодорога 58К-553 «Максютино — Радионово».
Зафиксирована автомобильная дорога общего пользования местного значения «От а/д М9 „Балтия“ до дер. Максютино» (идентификационный номер 58-254-850 ОП МП 58Н-086), протяжённостью 3 км.